# Nephtys assimilis
Nephtys assimilis är en ringmaskart som beskrevs av Örsted 1843. Nephtys assimilis ingår i släktet Nephtys och familjen Nephtyidae. Enligt den svenska rödlistan är arten otillräckligt studerad i Sverige. Arten förekommer i Götaland. Artens livsmiljö är havet. Inga underarter finns listade i Catalogue of Life.